# Parafia św. Teresy od Dzieciątka Jezus w Grębocinie
Parafia świętej Teresy od Dzieciątka Jezus w Grębocinie – parafia rzymskokatolicka, znajdująca się w diecezji toruńskiej, w dekanacie Toruń III. 
Parafia obejmuje kilkanaście ulic w Toruniu oraz miejscowości Grębocin, Lipniczki i Rogówko. Ulice w Toruniu wchodzące w skład parafii to: Bajeczna, Calineczki, Ceglana, Ceramiczna, Ciekawa, Dojazd, Działowa, Gawędy, Granitowa, Guliwera, Kamienna, Kopciuszka, Kresowa, Nad Rzeczką, Nad Strugą, Olsztyńska, Przelot, Przeskok, Przy Lesie, Wapienna, Widok, Zakątek.
Na terenie parafii od 2008 organizowane jest Misterium Męki Pańskiej. Jego pomysłodawcą i organizatorem jest ks. Paweł Borowski, który wówczas pełnił posługę duszpasterską w parafii. Misterium co roku przygotowuje blisko 200 osób. Co roku uwzględnia inny temat przewodni. Misterium gromadzi rocznie ok. 3. tysięcy widzów.